# Alberto G. Santos

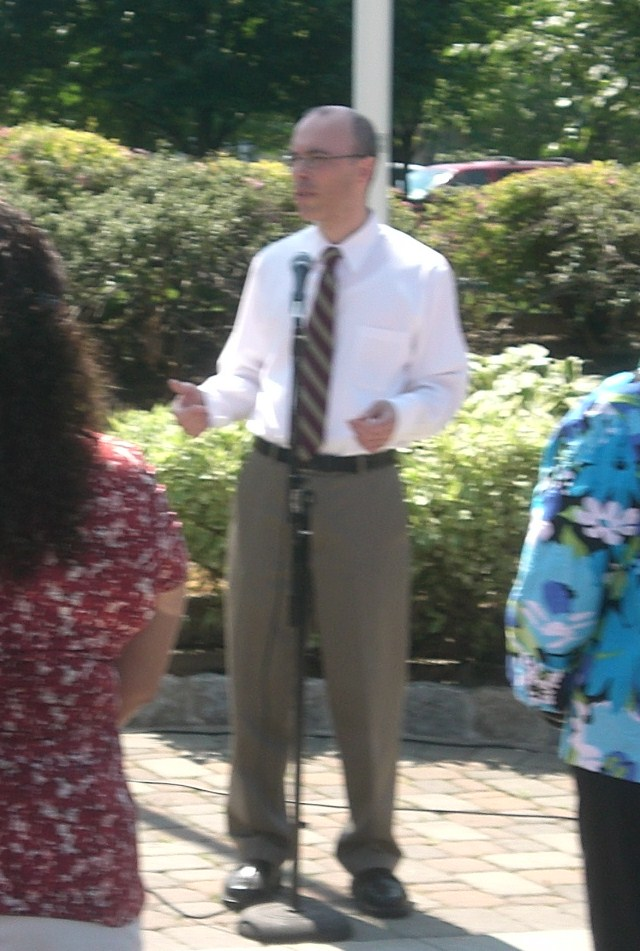
Bürgermeister Santos 2009

Alberto G. Santos (* 1965 in Caracas, Venezuela) ist der amtierende Bürgermeister von Kearny in New Jersey, Vereinigte Staaten.
Alberto Santos wurde als Sohn portugiesischer Einwanderer in Caracas geboren. 1970 wanderte die Familie in die Vereinigten Staaten aus und ließ sich 1979 in Kearny nieder. Santos studierte an der Georgetown University (Bachelor) und danach Rechtswissenschaften an der New York University, wo er die akademischen Grade Master of Laws und Juris Doctor erwarb. Er besitzt die Anwaltszulassung in den Bundesstaaten New Jersey und New York.
Der Demokrat Santos wurde 1999 erstmals zum Bürgermeister von Kearny gewählt und übt dieses Amt seit dem 1. Januar 2000 aus. Er wurde 2001, 2003, 2005 sowie – nach der Umstellung auf eine vierjährige Wahlperiode – zuletzt 2009 wiedergewählt. Seine Amtszeit endet Ende 2013. Daneben hat Santos einen Sitz im Board of Chosen Freeholders des Hudson Countys.